# هارالد دال
هارالد دال (بالنرويجية البوكمول: Harald Dal)‏ هو رسام نرويجي، ولد في 26 يونيو 1902 في تروندهايم في النرويج، وتوفي في 4 يونيو 1972 في نيسودن في النرويج.